# Julius Wollbrink
Julius Wollbrink (ur. 1889, zm. ?) – zbrodniarz nazistowski, członek załogi niemieckiego obozu koncentracyjnego Dachau i SS-Oberscharführer.
Członek Waffen-SS. Od 1939 do kwietnia 1945 pełnił służbę w obozie głównym Dachau. Sprawował stanowiska kierownika komanda więźniarskiego i Blockführera. Brał również udział w ewakuacji obozu. W procesie członków załogi Dachau (US vs. Franz Kohn i inni), który miał miejsce w dniach 14–22 lipca 1947 przed amerykańskim Trybunałem Wojskowym w Dachau skazany został na 5 lat pozbawienia wolności za bicie więźniów w trakcie apeli.